# 薩維尼亞河畔柳布諾
薩維尼亞河畔柳布諾（斯洛維尼亞語： 發音：[ˈljuːbnɔ ɔp saˈʋiːnji]），是斯洛維尼亞薩維尼亞河上游最大的城鎮，也是柳布诺市镇的行政中心。該鎮被稱為薩維尼亞河畔柳布諾，以區別於其他名為柳布諾的聚居地。傳統上它屬於下施蒂里亞地區，現在包括在薩維尼亞統計區。該聚居地在1247年的書面文件中首次被提及，到1442年它被稱為集鎮。

## 教堂
當地的堂區教堂是獻給聖伊麗莎白。它於1308年首次被提及，並於15世紀重建。它有一個長方形的中殿，增加了小教堂，一個三邊的後殿和一個南邊的鐘樓。它屬於天主教采列教區。

## 外部連結
维基共享资源上的相關多媒體資源：薩維尼亞河畔柳布諾
- Ljubno ob Savinji on Geopedia （页面存档备份，存于）